# Mythicomyia tubicen
Mythicomyia tubicen är en tvåvingeart som beskrevs av Axel Leonard Melander 1961. Mythicomyia tubicen ingår i släktet Mythicomyia och familjen svävflugor. Inga underarter finns listade i Catalogue of Life.